# Trachelas alticola
Espèce
Synonymes
- Trachelas alticolus Hu, 2001
- Geodrassus digitusiformis Hu, 2001

Trachelas alticola est une espèce d'araignées aranéomorphes de la famille des Trachelidae.

## Distribution
Cette espèce est endémique de Chine. Elle se rencontre au Tibet au Sichuan et au Yunnan.

## Description
Le mâle holotype mesure 3,80 mm.
Les mâles mesurent de 4,56 à 5,44 mm et les femelles de 4,94 à 5,88 mm.

## Systématique et taxinomie
Cette espèce a été décrite par Hu en 2001.
Geodrassus digitusiformis a été placée en synonymie par Zhang, Fu et Zhu en 2009.

## Publication originale
- Hu, 2001 : Spiders in Qinghai-Tibet Plateau of China. Henan Science and Technology Publishing House, p. 1-658.